# Oru (Lääne-Nigula)
Oru is een plaats in de Estlandse gemeente Lääne-Nigula, provincie Läänemaa. De plaats heeft de status van dorp (Estisch: küla).
Tot in oktober 2013 behoorde Oru tot de gelijknamige gemeente. In die maand werden Oru, Risti en Taebla samengevoegd tot de gemeente Lääne-Nigula.
Het buurdorp Mõisaküla maakte tussen 1977 en 1997 deel uit van Oru.

## Bevolking
Het dorp had 47 inwoners op 31 december 2011 en 43 inwoners op 31 december 2021.